# Euploea cabeira
Euploea cabeira är en fjärilsart som beskrevs av Hans Fruhstorfer 1911. Euploea cabeira ingår i släktet Euploea och familjen praktfjärilar. Inga underarter finns listade i Catalogue of Life.